# Brachyleptura champlaini
Brachyleptura champlaini är en skalbaggsart som beskrevs av Thomas Casey 1913. Brachyleptura champlaini ingår i släktet Brachyleptura och familjen långhorningar. Inga underarter finns listade.